# Haus des Dioskurides und der Kleopatra

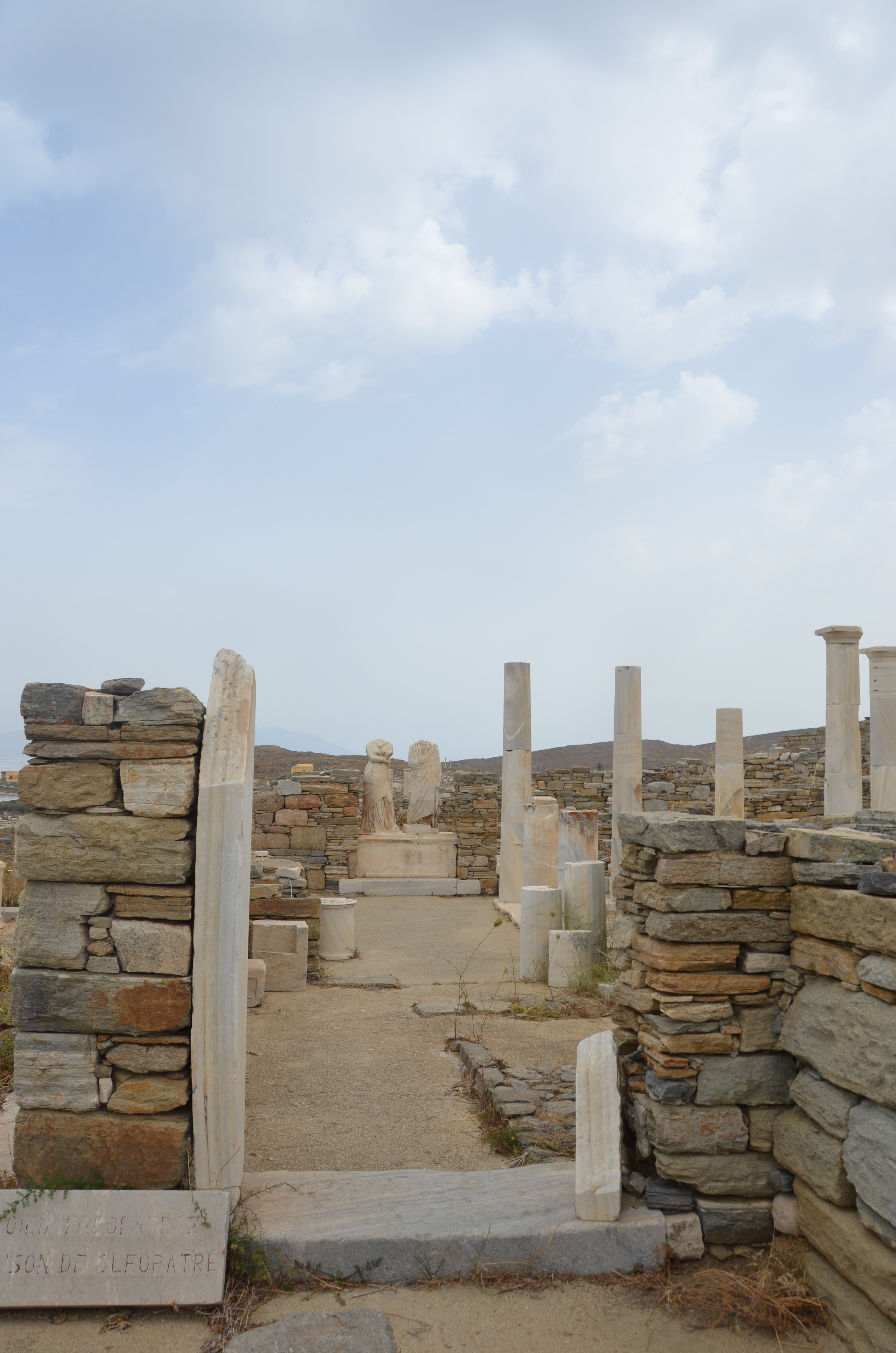
Haus des Dioskurides und der Kleopatra in Delos

Das Haus des Dioskurides und der Kleopatra ist ein hellenistisches Privathaus in der antiken Stadt Delos auf der Insel Delos.
Im Jahr 138/7 v. Chr. wurde es erweitert und mit Statuen ausgestattet. Die Besonderheit dieses Hauses liegt darin, dass die Porträtstatue eine der wenigen Skulpturen des Hellenismus ist, die sich durch eine Inschrift fest datieren lässt.

## Lage
Das Haus des Dioskurides und der Kleopatra befindet sich in der Insula III im Theaterviertel von Delos. Diese Insula gilt als älteste dieses Viertels. Das Haus liegt unterhalb des Hauses des Dionysos.

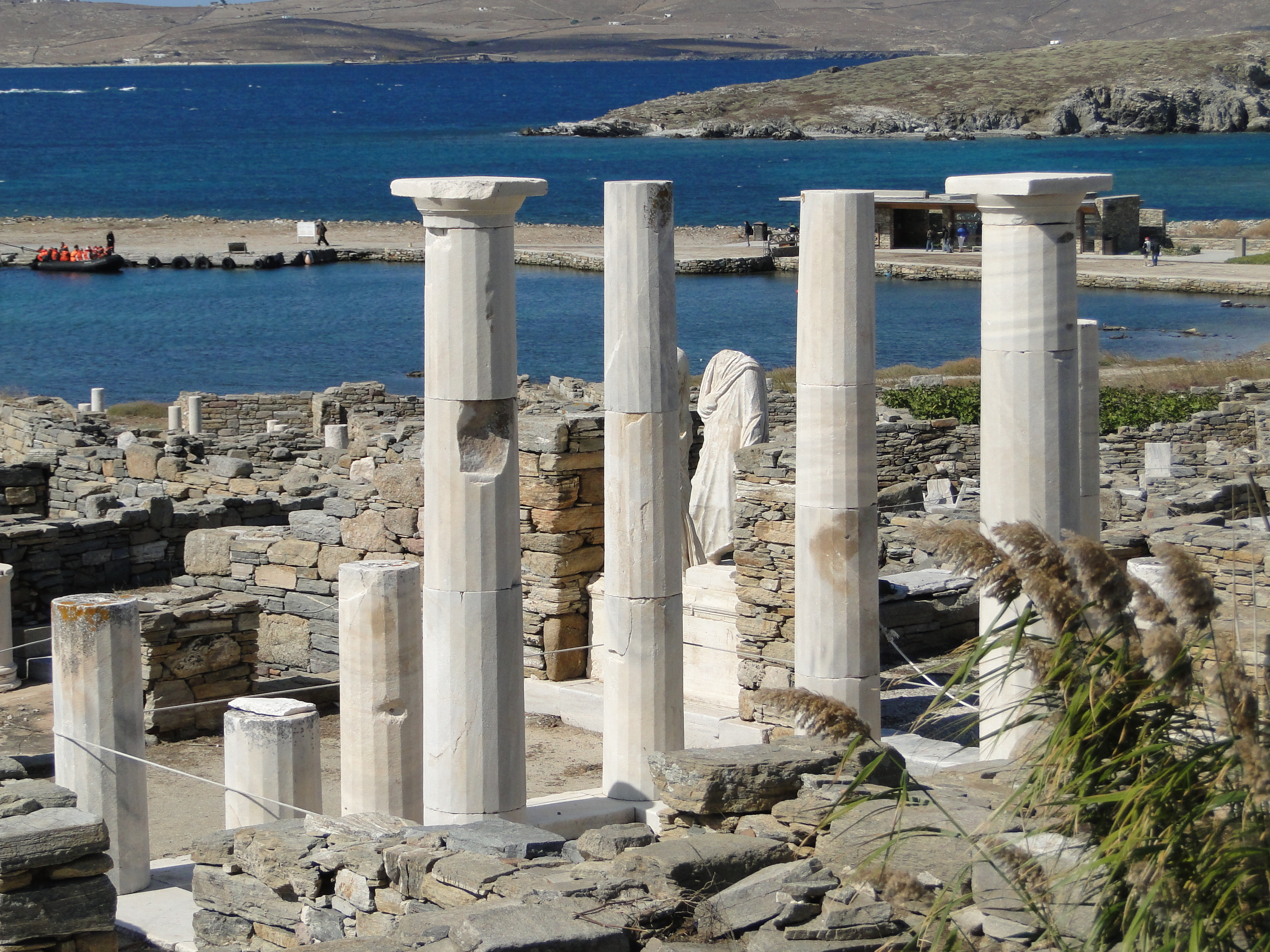
House of Cleopatra, Delos

## Haus
Das Haus wurde aus zwei kleineren Häusern zusammengefügt. Zu einem unbekannten Zeitpunkt kaufte Dioskurides das Nachbarhaus und verband die beiden Häuser miteinander. Das eine Haus verfügte klassisch über einen Oikos und zwei Nebenräume. In dem anderen Haus führte ein Gang in den Hof, wo gleichzeitig mit der Erweiterung ein Peristylhof mit 3 mal 4 Säulen entstand. Dieses Peristyl wurde angeblich nach dem Vorbild des Dionysoshauses geschaffen. Südlich dieses Peristyls befindet sich ein großer Raum mit Mosaikboden, nördlich ein kleiner Raum mit zwei Nebenräumen.

## Statuarische Ausstattung
In dem Hof des Hauses wurden zwei Porträtstatuen gefunden. Die Statuen wurden auf einer ehemaligen Türschwelle errichtet. Sie stehen so, dass der Eintretende sofort den Blick auf die Statuen der Hauseigentümer wirft.
Durch eine Inschrift auf der Basis lassen sich sowohl die Stifter identifizieren als auch die Statuen datieren.
„Kleopatra, die Tochter des Adrastos aus Myrrhinutte <stellte hier auf> ihren Mann
Dioskurides, den Sohn des Theodoros aus Myrrhinutte, der die beiden
silbernen delphischen Dreifüße im Apollontempel neben den beiden Anten weihte.
Unter dem Archontat des Timarchos“

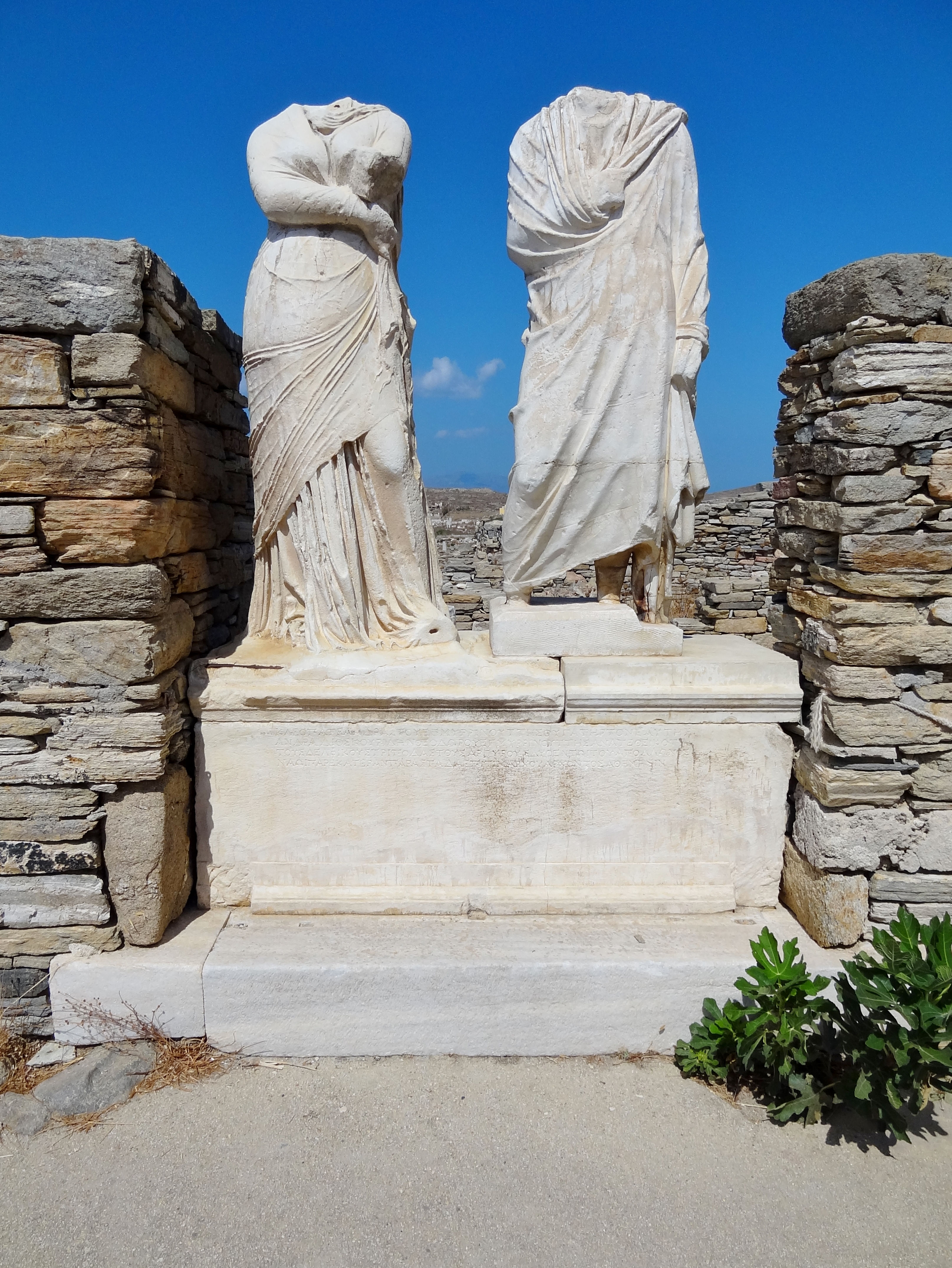
Delos Haus der Kleopatra 04

Es ist überliefert, dass Timarchos 138/7 v. Chr. Archon war. Dies ermöglicht die Datierung.
Sobald man durch die Haustür kam, fiel der Blick des Besuchers auf die beiden Statuen. Diese Tatsache und die Inschrift lassen darauf schließen, dass es sich bei Dioskurides und Kleopatra um ein Ehepaar handelte, das sich gern selbst darstellte und schnell zu Reichtum kam.